# 无产阶级民主
无产阶级民主（義大利語：Democrazia Proletaria，缩写为DP）是意大利历史上的一个托洛茨基主义政党。它作为一个选举联盟成立于1975年，主要成员是无产阶级团结党。1978年4月13日，它改组为政党。1991年6月9日，该党解散，其大部分成员以个人身份加入共产主义重建运动。